# Juchym Konopla
Juchym Dmytrowycz Konopla, ukr. Юхим Дмитрович Конопля (ur. 26 sierpnia 1999 w Doniecku) – ukraiński piłkarz, grający na pozycji obrońcy.

## Kariera piłkarska

### Kariera klubowa
Wychowanek Akademii Piłkarskiej Szachtar Donieck, barwy której bronił w juniorskich mistrzostwach Ukrainy (DJuFL). 27 sierpnia 2016 roku rozpoczął karierę piłkarską w składzie juniorskiej drużyny Szachtara U-19, potem grał w młodzieżowej drużynie. 28 czerwca 2019 został wypożyczony do Desny Czernihów.

### Kariera reprezentacyjna
W 2015 debiutował w juniorskiej reprezentacji Ukrainy U-17. W 2018 występował w reprezentacji U-19. W 2019 został powołany do młodzieżowej reprezentacji Ukrainy.

## Sukcesy i odznaczenia

### Sukcesy reprezentacyjne
- Mistrzostwo świata U-20: 2019

### Odznaczenia
- Order „Za zasługi” III Klasy – 2019[3]
- tytuł Mistrza Sportu Ukrainy – 2019